# Alexandra Doerk
Alexandra Doerk (* 11. Dezember 1968) ist eine deutsche Theaterschauspielerin, Komikerin, Sängerin, Hörspiel- und Synchronsprecherin.

## Leben
Alexandra Doerk wuchs in Hamburg auf. Bereits im Alter von sieben Jahren begann sie als Hörspielsprecherin zu arbeiten. 1976 folgte ihr erster Fernsehauftritt, neben Carlo von Tiedemann in der deutschen Sesamstraße. Ihre erste große Synchronrolle bekam sie für Megan Follows als Jenny in der kanadischen Kinderserie Matt und Jenny – Abenteuer im Ahornland (1979–1980). Während ihrer Schulzeit nahm sie privaten Gesangsunterricht und war Frontsängerin verschiedener Hamburger Bands. Ende der 1980er Jahre arbeitete sie als Musicaldarstellerin in Hamburg und war, neben Sweet Charity, Grease und Guys and Dolls, in der Spielzeit 1989/90 in Jacques Offenbachs Operette Pariser Leben im Thalia Theater zu sehen. 1995 gründete Doerk zusammen mit Hubertus Borck das Komikerduo Bo Doerek, das bis zu seiner Auflösung 2007 im gesamten deutschsprachigen Raum auftrat. Danach widmete sie sich anderen Bühnenprojekten, wie 2009 der Umsetzung einer Spielshow im Theater. 2017 feierten Bo Doerek ihre zehnjährige Trennung mit dem Bühnenprogramm Hello again – oder was wir noch zu sagen hätten.
Als Hörspielsprecherin ist Doerk als Jelena Charkova in der Hörspielserie Die drei ???, Claudia in der Reihe Die Funk-Füchse und Alexandra in der Serie Detektiv Kolumbus & Sohn bekannt. Wiederkehrende und Episodenrollen hatte sie in Edgar Wallace, Hanni und Nanni und Fünf Freunde. Ihre Stimme war bislang bereits in über hundert Hörspielproduktionen zu hören.
2020 war Alexandra Doerk im Theaterstück Zweimal um die Welt – Oder wohin will Oma?  im First Stage Theater Hamburg zu sehen. In dem von Hubertus Borck geschriebenen Stück spielte sie neben Diana Böge die zweite weibliche Hauptrolle. Die Wiederaufnahme der Produktion im April 2020 wurde wegen der Covid-19-Pandemie abgesagt.